# Saint-Genest, Allier
Saint-Genest là một xã ở tỉnh Allier thuộc miền trung nước Pháp.